# Helleville
Helleville település Franciaországban, Manche megyében. Lakosainak száma 563 fő (2022. január 1.). Helleville Benoîtville, Héauville, Siouville-Hague, Sotteville, Teurthéville-Hague és Tréauville községekkel határos.

## Népesség
A település népességének változása:
| Lakosok száma | 254  | 211  | 289  | 418  | 489  | 516  | 525  | 547  | 558  | 563  |
|               | 1968 | 1982 | 1990 | 2006 | 2013 | 2015 | 2017 | 2019 | 2020 | 2022 |